# Суровский (Верхнедонской район)
Суровский — хутор в Верхнедонском районе Ростовской области.
Входит в состав Тубянского сельского поселения.

## География
На хуторе имеется одна улица:  Суровская.

## Население
| 1989 | 2002 | 2010 |
| ---- | ---- | ---- |
| 134  | ↘115 | ↘98  |

## Достопримечательности
Территория Ростовской области была заселена еще в эпоху неолита. Люди, живущие на древних стоянках и поселениях у рек, занимались в основном собирательством и рыболовством. Степь для скотоводов всех времён была бескрайним пастбищем для домашнего рогатого скота. От тех времен осталось множество курганов с захоронениями  жителей этих мест. Курганы и курганные группы находятся на государственной охране.
Поблизости от территории хутора Суровского Верхнедонского района расположено несколько достопримечательностей – памятников археологии. Они охраняются в соответствии с Федеральным законом от 25.06.2002 N 73-ФЗ "Об объектах культурного наследия (памятниках истории и культуры) народов Российской Федерации", Областным законом от 22.10.2004 N 178-ЗС "Об объектах культурного наследия (памятниках истории и культуры) в Ростовской области", Постановлением Главы администрации РО от 21.02.97 N 51 о принятии на государственную охрану памятников истории и культуры Ростовской области и мерах по их охране и др. 
- Курганная группа   "Суровский I"  (3 кургана). Находится на расстоянии около 2,8 км к югу от хутора Суровского.
- Курганная группа   "Суровский III" (2 кургана). Находится на расстоянии около 4,2 км к югу от хутора Суровского.
- Курганная группа   "Суровский II"  (4 кургана). Находится на расстоянии около 8,0 км к юго-западу от хутора Суровского.
- Курганная группа   "Демидовский I"  (10 курганов). Находится на расстоянии около 8,9 км к юго-западу от хутора Суровского.
- Курган  "Демидовский II". Находится на расстоянии около 9,5 км к юго-западу от хутора Суровского[4].